# Homochira
Homochira este un gen de molii din familia Lymantriinae.